# Martin Schulz
Martin Schulz (Hehlrath, 20 dicembre 1955) è un ex politico tedesco, presidente del Partito Socialdemocratico di Germania dal 19 marzo 2017 al 13 febbraio 2018.
Schulz è stato presidente del gruppo parlamentare dell'Alleanza Progressista dei Socialisti e dei Democratici presso il Parlamento europeo. Il 17 gennaio 2012 è stato eletto presidente del Parlamento europeo, riconfermato il 1º luglio 2014 con 409 voti a favore; è rimasto in carica fino al 17 gennaio 2017.
In occasione delle Elezioni federali in Germania del 2017, Schulz è apparso come candidato Cancelliere dell'SPD. Il partito ha raggiunto con il 20,5% il peggior risultato elettorale nella storia del dopoguerra. Schulz è stato eletto deputato nelle liste dello SPD nella circoscrizione del Nord Reno-Vestfalia ed è stato membro del Bundestag fino al termine della legislatura nel 2021.

## Biografia

### Estrazione, formazione e carriera professionale
Martin Schulz, il più giovane tra cinque fratelli, è figlio di Paul Schulz e Clara Schulz. Il padre, poliziotto, proveniva da una famiglia di minatori della Saarland, di orientamento socialdemocratico. La madre proveniva da una famiglia borghese e fu cofondatrice della sezione locale della CDU della sua città natale Hehlrath (oggi Eschweiler).
Martin Schulz, dopo aver frequentato il ginnasio superiore a Würselen, ha svolto un apprendistato come libraio dal 1975 al 1977. Negli anni tra il 1977 e il 1982 ha prestato attività presso diverse librerie e case editrici. Nel 1982 e fino al 1994 è stato proprietario di una libreria a Würselen.

### Carriera politica

#### Carriera al parlamento europeo
La carriera politica di Schulz si è svolta interamente all'interno del Partito Socialdemocratico di Germania, a cui si iscrisse a diciannove anni nel 1974. Fu attivo all'interno della Jusos, l'organizzazione giovanile del partito, presiedendone la sezione di Würselen e poi la sezione del circondario di Aquisgrana. Fu consigliere comunale di Würselen, cittadina di quasi quarantamila abitanti nella Renania Settentrionale-Vestfalia, dal 1984 al 1999 e ne fu sindaco dal 1987 al 1998. All'epoca della nomina, con i suoi trentun anni, era il sindaco più giovane del Land. Nel 1984 entrò a far parte del direttivo dell'SPD del circondario di Aquisgrana, di cui fu eletto presidente nel 1996.
Nel 1991 Schulz fu nominato membro del consiglio nazionale del partito, di cui fece parte ininterrottamente sino al 1999. Nel dicembre 1999 entrò nell'ufficio di presidenza e nel direttivo federale dell'SPD.
La svolta politica più importante nella carriera di Schulz arrivò nel 1994, quando venne eletto per la prima volta deputato al Parlamento europeo. Fu coordinatore del gruppo PSE nella sottocommissione per i diritti dell'uomo (1994 - 1996) e nella commissione per le libertà civili e gli affari interni (1996 - 2000). Alle elezioni europee del 1999 fu capolista della SPD.

#### Presidente del gruppo S&D al Parlamento europeo, 2004-2012
Dal 2000 al 2004 fu presidente della delegazione dei socialdemocratici tedeschi al Parlamento europeo; in aggiunta a questa carica, dal 2002 fu primo vicepresidente dell'intero gruppo parlamentare socialista al Parlamento europeo. Infine, dal maggio 2004, ne divenne presidente. Ha presieduto il gruppo fino alla sua elezione alla presidenza del Parlamento nel gennaio 2012. Nel 2009 fu nominato anche responsabile della SPD per la relazioni a livello europeo. Risultò tra gli europarlamentari meno presenti della Legislatura europea 2004-2009.

#### Presidente del Parlamento europeo (2012-2014)

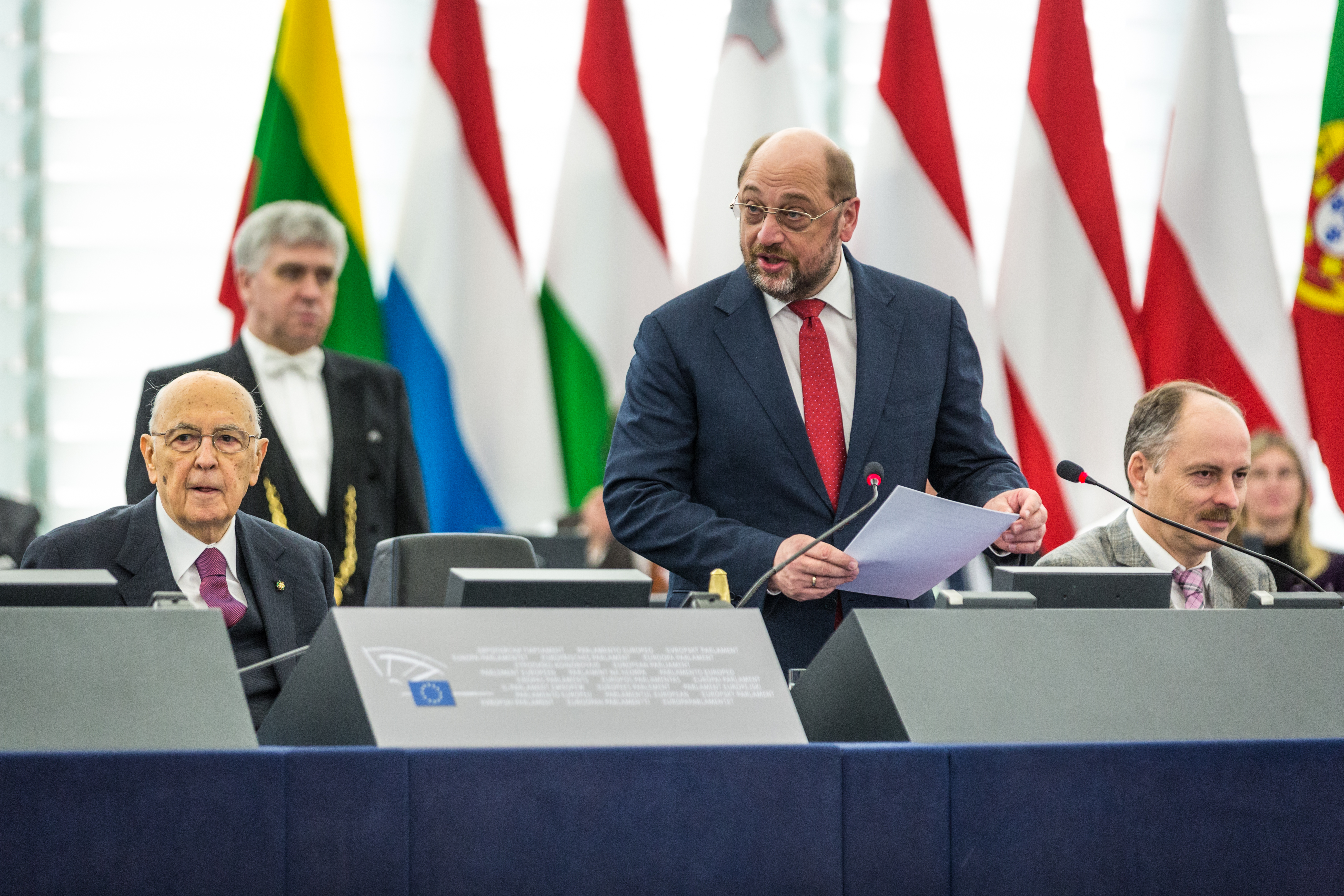
Martin Schulz all'europarlamento con il presidente della repubblica italiana Giorgio Napolitano (2014)

Il 17 gennaio 2012 Schulz è stato eletto presidente del Parlamento europeo, ricevendo 387 voti su 670. La durata prevista del mandato è di due anni e mezzo, fino alle elezioni europee del 2014.
Il suo modo di condurre i lavori dell'aula è stato criticato da Nigel Farage. Il 1º febbraio 2012 Schulz, dopo l'intervento di un eurodeputato suo connazionale, che criticava un precedente intervento di Farage, e dopo la controreplica dell'eurodeputato britannico, aggiungeva che:
Farage criticò questo intervento inviandogli una lettera, accusandolo di violare il regolamento dell'Assemblea in merito al principio d'imparzialità del Presidente.
Il 19 giugno 2014, in prossimità dell'elezione dei nuovi vertici europei per condurre le trattative per i Socialisti, si dimette da Presidente del Parlamento Europeo (che verrà presieduto ad interim dal vicepresidente vicario Gianni Pittella), tornando a ricoprire, momentaneamente, il ruolo di capogruppo del S&D (ruolo finora ricoperto dall'austriaco Hannes Swoboda, a cui subentrerà poi ufficialmente proprio Pittella per la nuova legislatura). Le trattative tra il PPE, il PSE e l'ALDE porteranno alla nomina di Juncker (PPE) alla Presidenza della Commissione Europea, mentre Schulz (PSE), che ha rifiutato la Vicepresidenza unica della Commissione Europea, sarà rieletto alla Presidenza dell'Europarlamento.

#### Candidato alla presidenza della Commissione europea
Il 6 novembre 2013 Martin Schulz è stato nominato come "candidato designato " dal Partito dei Socialisti Europei alla presidenza della Commissione europea.
Il 1º marzo 2014 al congresso del Pse a Roma è stato ufficialmente indicato come il candidato alla guida della commissione europea con 368 voti favorevoli, i contrari 2 e gli astenuti 44.

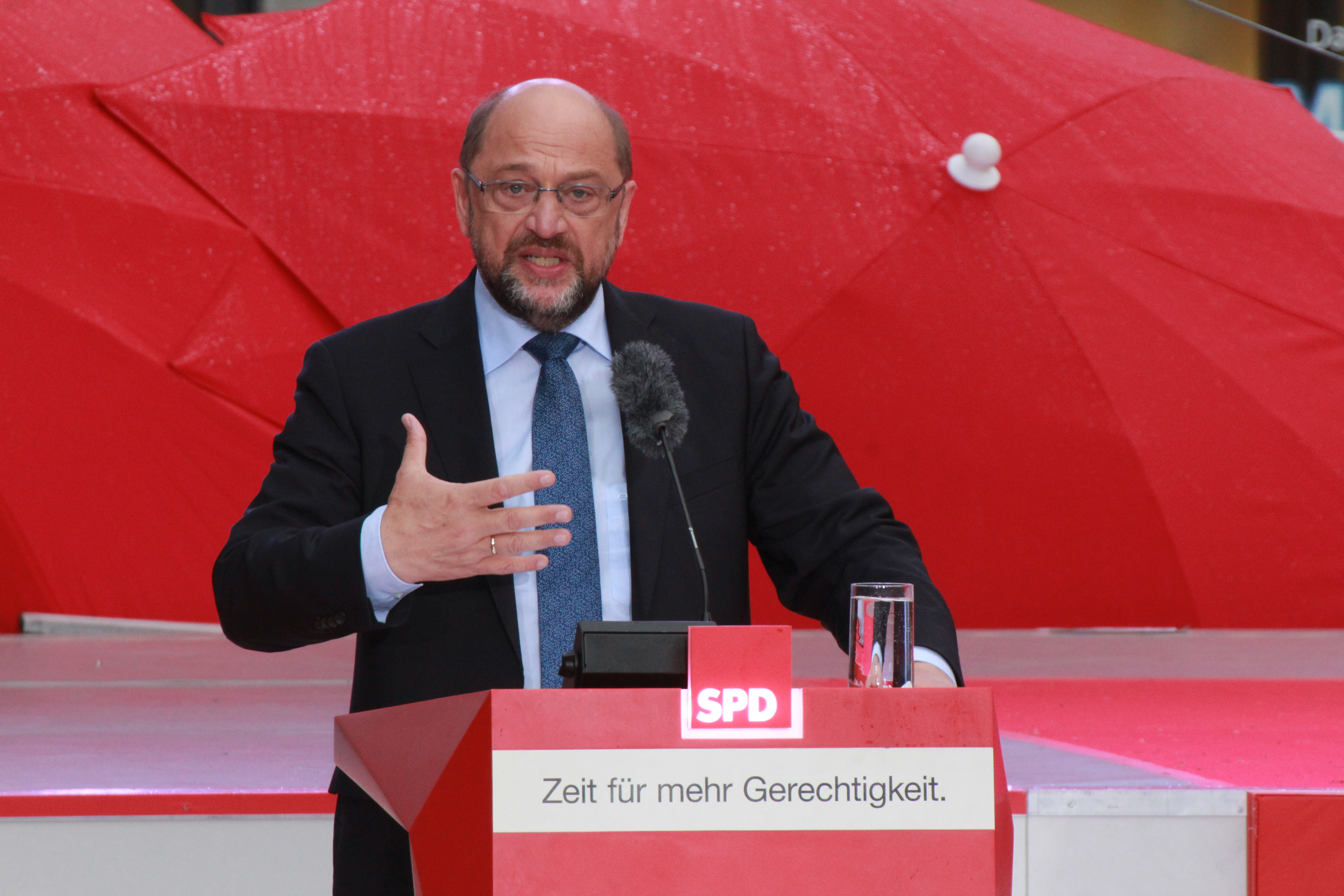
Schulz durante un comizio per la campagna elettorale del 2017

#### Presidente del Parlamento europeo (2014)
Il 1º luglio 2014 è rieletto al primo scrutinio con 409 voti su 751 Presidente del Parlamento Europeo con una maggioranza richiesta di 326 voti. Schulz è il primo a ricoprire il mandato di Presidente del Parlamento Europeo per una seconda volta. La sua nomina è avvenuta dopo l'accordo che porterà Jean-Claude Juncker, candidato del PPE, alla Presidenza della Commissione Europea dando vita ad una Grossa Coalizione Europea che comprenderà Popolari, Socialisti e Liberali che conterà su 479 europarlamentari.

#### Carriera politica nazionale
Il 24 novembre 2016 Schulz annuncia che non si ricandiderà alla guida del Parlamento Europeo per la terza volta per dedicarsi alla sua carriera politica in Germania; termina il suo mandato il 17 gennaio 2017. Il 19 marzo 2017 viene eletto presidente federale del Partito Socialdemocratico di Germania e candidato Cancelliere alle prossime elezioni contro Angela Merkel.
Il 13 febbraio 2018 si dimette da presidente dell'SPD.

### Prese di posizione

#### La polemica con Berlusconi

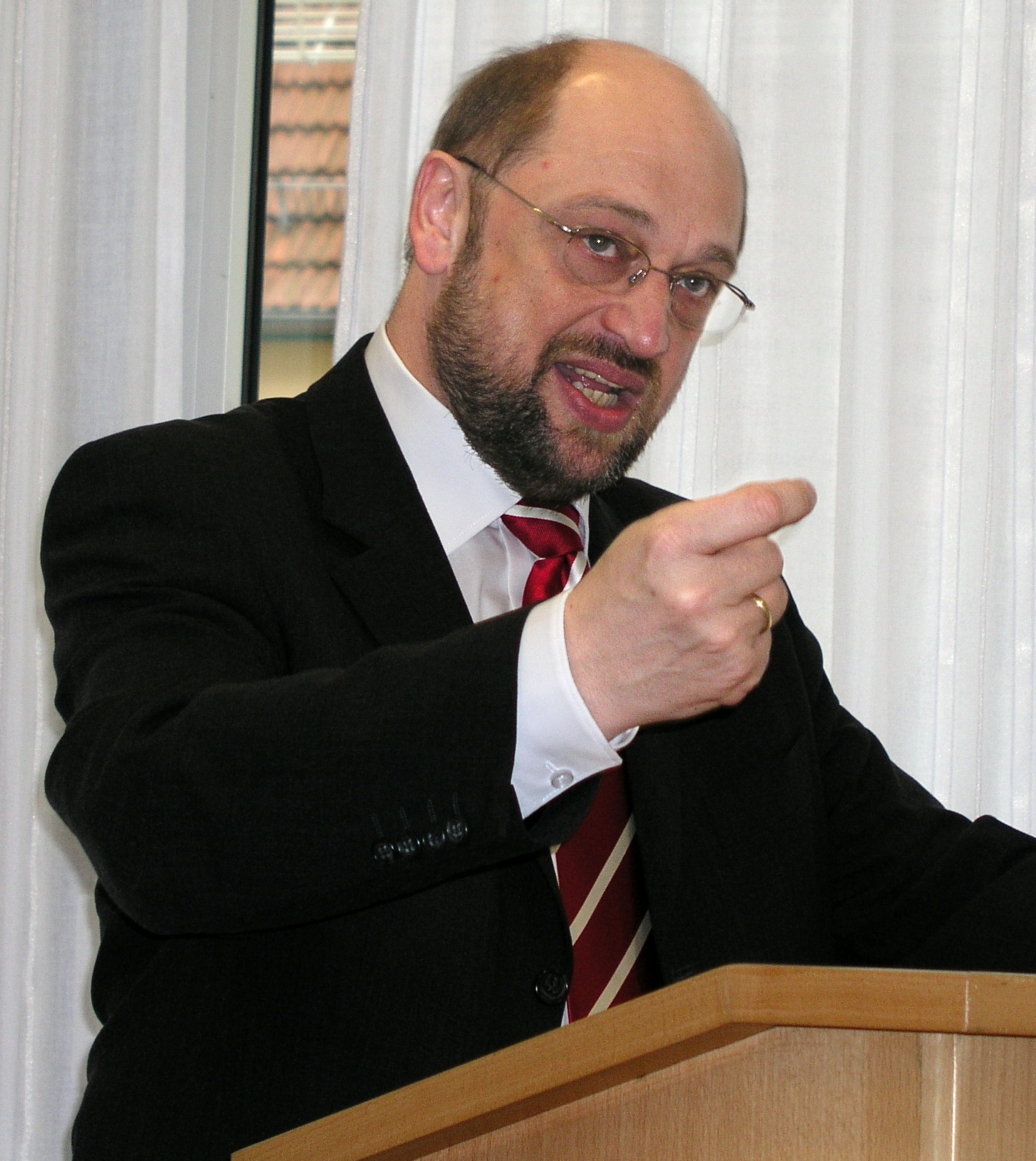
Martin Schulz nel 2006

Durante la seduta del Parlamento europeo del 2 luglio 2003 Schulz fu coinvolto in un duro scontro verbale con Silvio Berlusconi, che in quella circostanza si insediava come presidente di turno del Consiglio dell'Unione europea.
Nel suo intervento Schulz mosse alcune pesanti critiche a Berlusconi e al suo governo in merito al suo conflitto di interessi, al quoziente intellettivo del suo ministro Bossi e al fatto che godesse dell'immunità parlamentare a causa di ritardi procedurali addebitabili all'ex presidente del Parlamento europeo Nicole Fontaine. Chiese inoltre cosa Berlusconi intendesse fare «per accelerare la creazione di una procura europea» e «per accelerare l'introduzione del mandato di arresto europeo». Anche altri europarlamentari manifestarono dissenso nei confronti di Berlusconi, alcuni si alzarono dai loro posti mostrando cartelloni con la scritta "La legge è uguale per tutti" in diverse lingue.
Tra i vari interventi, Olle Schmidt, svedese del gruppo ELDR affermò: «il suo stesso ruolo di proprietario di mezzi d'informazione in Italia ha permesso al governo di dettare il contenuto sia della stampa privata che della televisione pubblica. Si tratta di uno sviluppo assai preoccupante, che riguarda l'intera Unione europea e che non sarebbe mai stato accettato se si fosse verificato in qualsiasi nuovo Stato membro dell'Unione. La triste domanda che dobbiamo ora porci è se l'Italia sia un paese che soddisfa i criteri politici di Copenaghen».
Nella sua replica Berlusconi, riferendosi agli europarlamentari che lo avevano contestato, rinfacciò: «se questa è la forma di democrazia che intendete usare per chiudere la bocca al Presidente del Consiglio europeo, vi posso dire che dovreste venire come turisti in Italia, perché qui sembrate turisti della democrazia». Al deputato Martin Schulz rivolse le seguenti parole: «signor Schulz, so che in Italia c'è un produttore che sta montando un film sui campi di concentramento nazisti: la suggerirò per il ruolo di kapò. Lei è perfetto!».
Il presidente del Parlamento Pat Cox invitò Schulz a fare una dichiarazione di replica, come previsto dall'articolo 122. Martin Schulz dichiarò: «Ho solo una cosa da dire in risposta: il mio rispetto per le vittime del nazifascismo m'impedisce di fare qualsiasi commento al riguardo. Tuttavia, ho le idee molto chiare sul fatto che è estremamente difficile accettare una situazione in cui un Presidente in carica del Consiglio, di fronte alla minima contestazione nel corso di un dibattito, perda a tal punto la padronanza di sé». In seguito il verbale dell'assemblea riporta: «Vivi e prolungati applausi a sinistra e al centro sinistra. L'Assemblea, in piedi, applaude lungamente». Berlusconi a sua volta replicò che tutto quello che aveva detto rivolto a Schulz, l'aveva detto con ironia, mentre Schulz aveva svolto il suo intervento «con cattiveria». Alla chiusura del dibattito il presidente Cox dichiarò: «prima di concludere la discussione [...] vorrei dire che personalmente deploro i termini offensivi rivolti al nostro stimato collega, onorevole Schulz»

#### La polemica con Jean-Marie Le Pen
A seguito delle elezioni europee del 2009, che portarono all'elezione di Jean-Marie Le Pen, Martin Schulz criticò l'ipotesi che Le Pen potesse guidare la seduta inaugurale del nuovo Europarlamento, in qualità di eurodeputato più anziano. Il 6 maggio 2009, Jean-Marie Le Pen dichiarò:
()

#### La polemica con Daniel Cohn-Bendit
Durante la cerimonia d'insediamento della Commissione Europea di José Manuel Barroso al Parlamento europeo, il 10 febbraio 2010, Martin Schulz fu criticato dall'eurodeputato Daniel Cohn-Bendit. Quando quest'ultimo pronunciò un discorso virulento contro José Barroso, Schulz non dissimulò la sua contrarietà e Cohn-Bendit lo riprese affermando:
Qualche minuto dopo, quando Martin Schulz gli mimò di terminare l'intervento, Cohn-Bendit gli replicò: « Ta gueule » (Taci)

#### La polemica con Godfrey Bloom
Il 24 novembre 2010 l'eurodeputato britannico Godfrey Bloom causò una polemica all'interno dell'Europarlamento quando interruppe un intervento di Martin Schulz, apostrofandolo con lo slogan nazista Ein Volk, ein Reich, ein Führer ("un Popolo, Un Impero, un Führer") accusandolo anche di essere un "fascista antidemocratico". Bloom affermò successivamente che l'indottrinamento nazista aveva avuto un lungo effetto sulla mentalità dei tedeschi: some Germans still find it difficult to accept diversity in Europe and differences of opinion (Alcuni tedeschi hanno ancora difficoltà ad accettare le diversità in Europa e le differenze d'opinione).
Nel dibattito sul Patto di Stabilità Schulz aveva criticato il ruolo giocato dal Regno Unito, stato coinvolto nella discussione pur non facendo parte dell'Eurozona, aggiungendo che anche gli euroscettici si sarebbero rallegrati dal collasso della UE. A seguito dell'incidente, il Presidente dell'Europarlamento, Jerzy Buzek, escluse Bloom dall'emiciclo.
L'eurodeputato dei Paesi Bassi Barry Madlener, membro del Partito per la Libertà (PVV), protestò contro questa decisione ricordando come lo stesso Schulz avesse, poco tempo prima, definito il suo collega di partito Daniël van der Stoep come un "fascista", senza essere espulso dall'Assemblea.

#### L'intervento alla Knesset

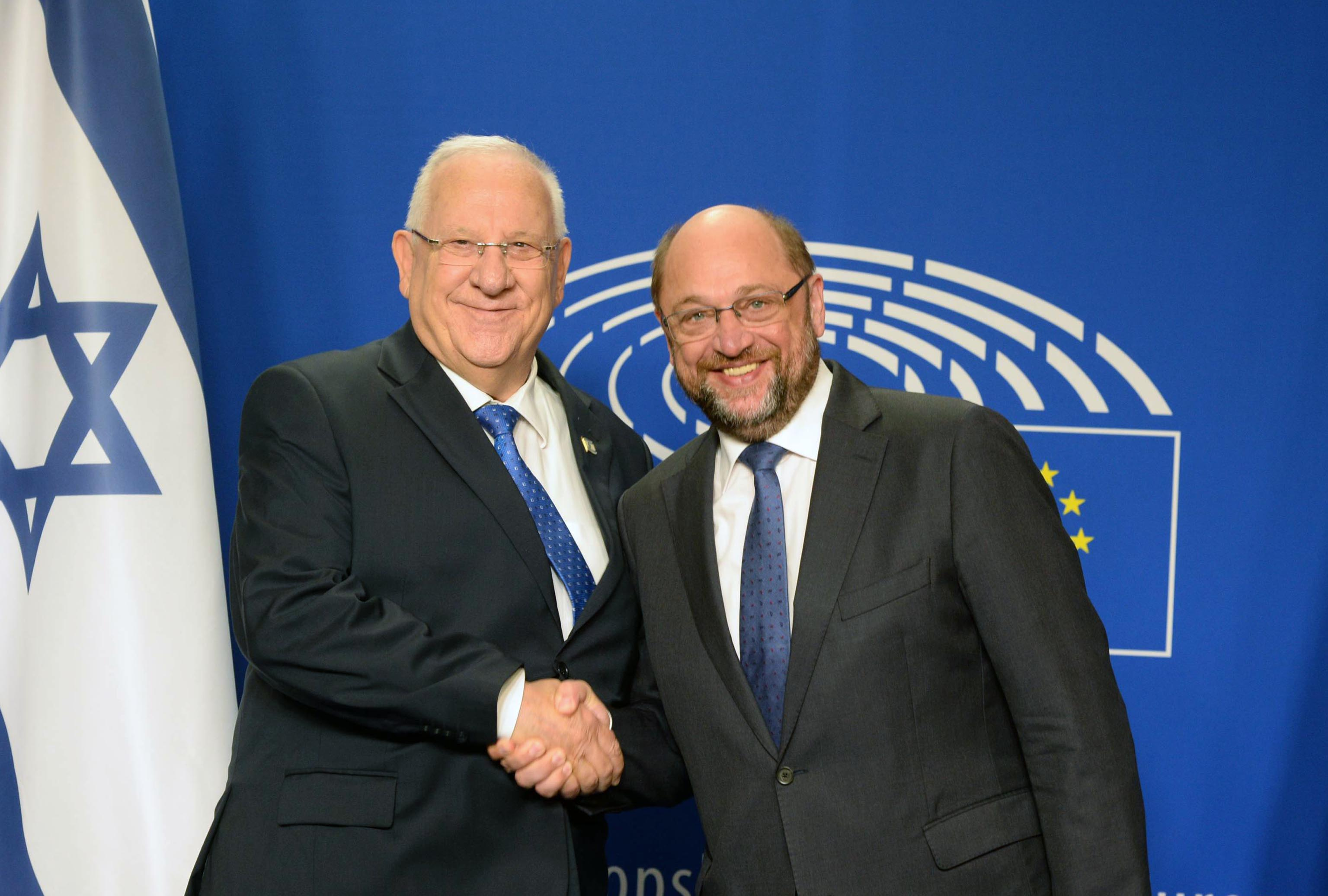
Martin Schulz con il presidente israeliano Reuven Rivlin nel 2016

Il 12 febbraio 2014 Schulz interviene presso il parlamento d'Israele, la Knesset. Nel corso del suo intervento mette in evidenza la differenza di accesso all'acqua per i palestinesi e per gli israeliani: tale affermazione provoca la reazione dei ministri del partito La Casa Ebraica che abbandonano l'aula. Uri Orback, ministro dell'Economia, ha affermato che: "È insopportabile sentir pronunciare menzogne alla Knesset e per giunta in tedesco".

## Critiche
Schulz ricevette delle critiche per aver utilizzato l'account Twitter del Presidente dell'Europarlamento quale proprio account nel corso della campagna elettorale delle elezioni europee 2014.
Durante il suo periodo alla presidenza dell'Europarlamento Schulz fece rimuovere un paragrafo critico, presente in un rapporto preparato da un comitato, in vista del dibattito elettorale del 2 aprile 2014. Quale conseguenza, il 4 aprile 2014, una larga maggioranza di eurodeputati chiesero a Schulz di dimettersi dalla presidenza dell'Europarlamento.
Successivamente fu criticato per la diaria da 304 €, quale Presidente dell'Europarlamento, fino al 18 aprile 2014, mentre era già in campagna elettorale per il rinnovo dell'Europarlamento. Tale importo veniva pagato giornalmente, e si aggiungeva ai 200000 € di stipendio annuo.

## Vita personale
Martin Schulz è sposato ed ha due figli. Ha vissuto un periodo di alcolismo, a seguito di un infortunio al ginocchio che ne bloccò la carriera calcistica. Parla, oltre al tedesco, francese, inglese, olandese e italiano.
Tra i suoi libri preferiti ci sono Il Gattopardo di Giuseppe Tomasi di Lampedusa e tutti i libri di Eric Hobsbawm..